# De eenzame adelaar
De eenzame Adelaar is het derde album van de stripreeks Blueberry van Jean-Michel Charlier (scenario) en Jean Giraud (tekeningen). Het album behoort samen met Fort Navajo, Dreiging in het westen, de lange weg naar Cochise en Oorlog en vrede tot een cyclus van vijf verhalen die handelen over de Indiaanse oorlog. Het verhaal werd in 1968 voorgepubliceerd in afleveringen 10 tot 21 van de Pep. Het album verscheen in 1971 zowel bij uitgeverij Helmond als Lombard.

## Verhaal
Een patrouille van het Amerikaanse leger vinden Blueberry en jonge Stanton die de dag ervoor uit Mexico de Rio Grande hebben overgestoken naar Texas. Het leger brengt hun naar fort Quitman. Blueberry weet kolonel Birdling te overtuigen dat de oorlog niet door de indianen is uitgelokt maar door de Mexicanen. Hij krijgt de opdracht om met dertig soldaten een konvooi met munitie naar fort Bowie te escorteren waar generaal Crook verblijft. De tocht gaat door indianen land en Quanah-met-het-ene-oog is hun gids. Tijdens de tocht gaat meerdere dingen mis en blijkt dat Quanah onbetrouwbaar is.  

## Hoofdpersonen
- Blueberry, cavalerie luitenant
- Quanah, indiaan die de blanken haat
- O'Reilly, sergeant